# Каменка (Чугуевский район)
В Дальнегорском городском округе Приморья тоже есть село Каменка
Ка́менка — село в Чугуевском районе Приморского края.

## География
Расположено на правом берегу реки Уссури при впадении в неё реки Каменка.
Стоит на трассе Осиновка — Рудная Пристань, в 25 км к северо-востоку от районного центра Чугуевка. От села Каменка на восток к селу Заметное идёт автодорога протяжённостью около 8 км.

## История
Каменка была основана в 1898 году переселенцами-староверами и стала первым русским поселением в долине реки Улахе́ (современное название — Уссури).

## Население
| 1912 | 1915 | 2002 | 2006 | 2010 |
| ---- | ---- | ---- | ---- | ---- |
| 290  | ↘249 | ↗875 | ↘840 | ↘690 |

## Улицы
| - ул. Колхозная, - ул. Комплексная, - ул. Кооперативная, - ул. Магистральная, - ул. Молодёжная, | - ул. Полевая, - ул. Рабочая, - ул. Речная, - ул. Садовая, - ул. Советская, | - ул. Солнечная, - ул. Сплавная, - ул. Утёсная, - ул. Южная. |

## Транспорт
В селе Каменка делают  остановку междугородние автобусы, курсирующие между центральными и северными районами Приморья, отдыхают дальнобойщики. В летнее время можно наблюдать, как на центральной улице возле предприятий общественного питания на ночлег останавливаются десятки автомобилей дальневосточников, стремящихся на отдых к северному побережью Японского моря.
Село связано регулярным автобусным сообщением с Чугуевкой, Владивостоком, Хабаровском, Дальнегорском, Тернеем, Спасском-Дальним, поселком Кавалерово.

## Русская православная церковь
Село находится в пределах Арсеньевской епархии.